# 联合国维也纳办事处

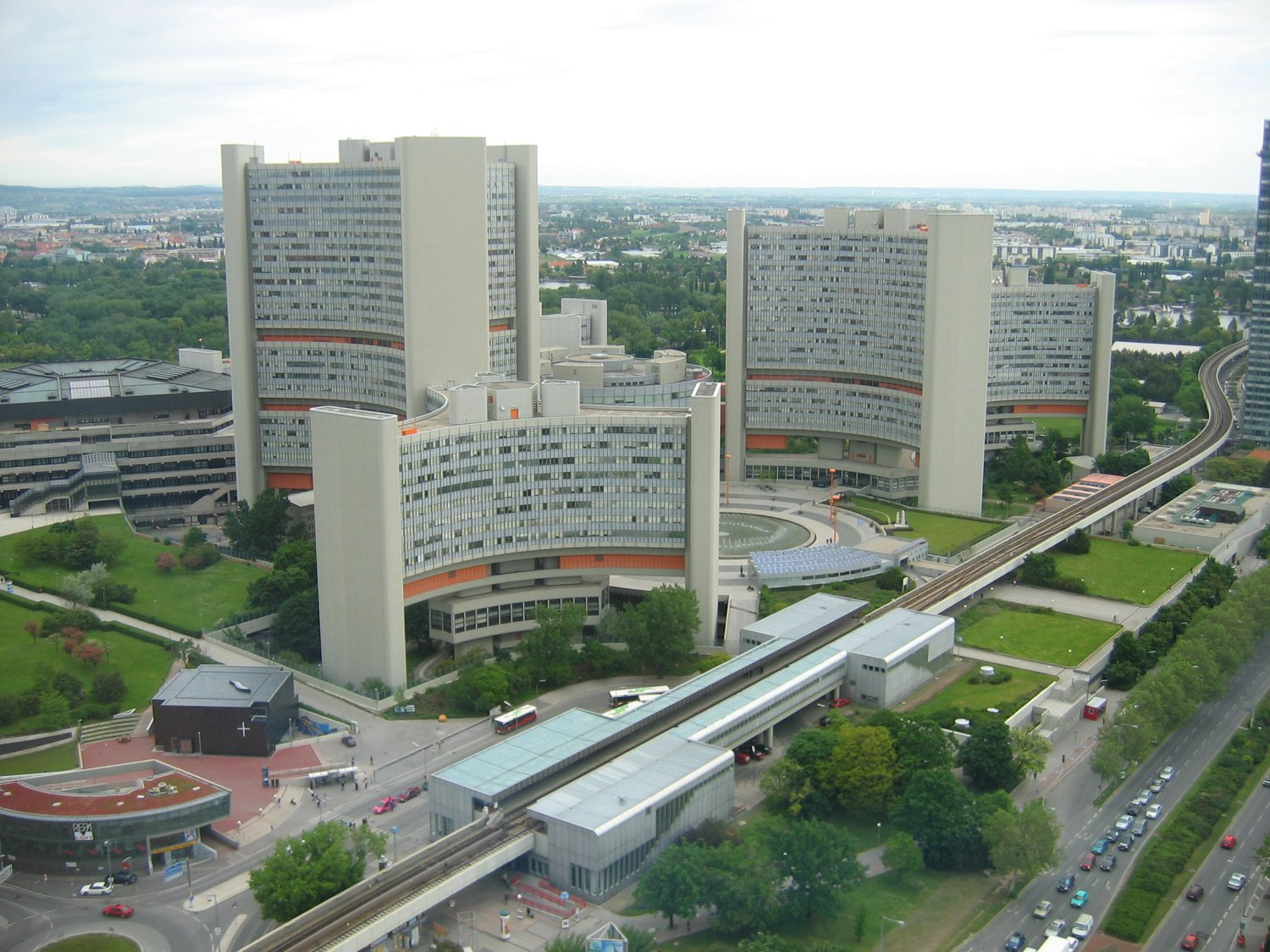
联合国维也纳办事处的建筑

联合国维也纳办事处（英語：United Nations Office at Vienna，縮寫：UNOV）是四个位于不同国家的联合国办事机构之一。该机构的复合式建筑坐落在奥地利的首都维也纳，是维也纳国际中心的一部分，周边还有几个主要的国际组织。该机构在1980年1月1日成立，是联合国的第三个办事处。

## 组成机构

### 总部位于维也纳的机构
- 国际原子能机构
- 国际反洗钱信息网络
- 国际麻醉药管制委员会
- 全面禁止核试验条约组织筹备委员会
- 联合国国际贸易法委员会
- 联合国工业发展委员会
- 联合国外层空间事务办公室
- 联合国毒品和犯罪办公室

### 代表机构
- 保护多瑙河国际委员会
- 联合国难民署
- 维也纳联合国信息服务部
- 联合国办公室项目服务部
- 联合国内部监督办事处
- 联合国邮政管理处
- 联合国原子辐射效应科学委员会
- 联合国裁军事务办公室